# Parroquia de Red River
La parroquia de Red River (en inglés: Red River Parish), fundada en 1871, es una de las 64 parroquias del estado estadounidense de Luisiana. En el año 2000 tenía una población de 9.622 habitantes con una densidad poblacional de 10 personas por km². La sede de la parroquia es Coushatta.

## Geografía
Según la Oficina del Censo, la parroquia tiene un área total de 1041 km² (401,9 mi²), de la cual 1008 km² (389,2 mi²) es tierra y 39 km² (15,1 mi²) (3.18%) es agua.

### Parroquias adyacentes
- Parroquia de Caddo - noroeste
- Parroquia de Bossier - norte
- Parroquia de Bienville - noreste
- Parroquia de Natchitoches - sureste
- Parroquia de De Soto - oeste

## Carreteras
- U.S. Highway 71
- U.S. Highway 84
- U.S. Highway 371
- Carretera Estatal de Luisiana 1

## Demografía
En el 2000 la renta per cápita promedia de la parroquia era de $23,153, y el ingreso promedio para una familia era de $27,870. En 2000 los hombres tenían un ingreso per cápita de $27,132 versus $17,760 para las mujeres. El ingreso per cápita para la parroquia era de $12,119. Alrededor del 29.90% de la población estaba bajo el umbral de pobreza nacional.

## Ciudades, pueblos y villas
| - Coushatta - Crichton, comunidad abandonada - Edgefield - Grand Bayou (no incorporada) | - Hall Summit - Lake End (no incorporada) - Martin |